# Олівьє Дешахт
Олівьє Дешахт (нід. Olivier Deschacht, нар. 16 лютого 1981, Гент) — колишній бельгійський футболіст, що грав на позиції лівого захисника.
Грав за національну збірну Бельгії.
Восьмиразовий чемпіон Бельгії. Володар Кубка Бельгії. 

## Клубна кар'єра
Народився 16 лютого 1981 року в місті Гент. Вихованець юнацьких команд футбольних клубів «Гент», «Локерен» та «Андерлехт».
У дорослому футболі дебютував 2001 року виступами за команду клубу «Андерлехт». Поступово став основним виконавцем на лівому фланзі захисту команди. Відіграв за «Андерлехт» понад 400 ігор бельгійського чемпіонату.
Влітку 2018 року приєднався до лав «Локерена».

## Виступи за збірну
2003 року дебютував в офіційних матчах у складі національної збірної Бельгії. Протягом наступних восьми років провів у формі головної команди країни лише 20 матчів.
| Дата       | Місто      | Господарі            | Результат | Гості                | Турнір            | Голи | Примітки |
| ---------- | ---------- | -------------------- | --------- | -------------------- | ----------------- | ---- | -------- |
| 30-4-2003  | Брюссель   | Бельгія              | 3 – 1     | Польща               | товариський матч  | -    | 88'      |
| 20-8-2003  | Брюссель   | Бельгія              | 1 – 1     | Нідерланди           | товариський матч  | -    | 73'      |
| 11-10-2003 | Льєж       | Бельгія              | 2 – 0     | Естонія              | Відбір до ЧЄ 2004 | -    | 56'      |
| 31-3-2004  | Кельн      | Німеччина            | 3 – 0     | Бельгія              | товариський матч  | -    | 65'      |
| 28-4-2004  | Брюссель   | Бельгія              | 2 – 3     | Туреччина            | товариський матч  | -    | 46'      |
| 18-8-2004  | Осло       | Норвегія             | 2 – 2     | Бельгія              | товариський матч  | -    | 70'      |
| 9-10-2004  | Сантандер  | Іспанія              | 2 – 0     | Бельгія              | Відбір до ЧС 2006 | -    | 15'      |
| 17-11-2004 | Брюссель   | Бельгія              | 0 – 2     | Сербія та Чорногорія | Відбір до ЧС 2006 | -    | 18' 27'  |
| 4-6-2005   | Белград    | Сербія та Чорногорія | 0 – 0     | Бельгія              | Відбір до ЧС 2006 | -    |          |
| 17-8-2005  | Брюссель   | Бельгія              | 2 – 0     | Греція               | товариський матч  | -    |          |
| 3-9-2005   | Зениця     | Боснія і Герцеговина | 1 – 0     | Бельгія              | Відбір до ЧС 2006 | -    |          |
| 7-9-2005   | Антверпен  | Бельгія              | 8 – 0     | Сан-Марино           | Відбір до ЧС 2006 | -    |          |
| 8-10-2005  | Брюссель   | Бельгія              | 0 – 2     | Іспанія              | Відбір до ЧС 2006 | -    | 68'      |
| 12-10-2005 | Вільнюс    | Литва                | 1 – 1     | Бельгія              | Відбір до ЧС 2006 | -    | 50'      |
| 12-8-2009  | Тепліце    | Чехія                | 3 – 1     | Бельгія              | товариський матч  | -    | 80'      |
| 5-9-2009   | Ла-Корунья | Іспанія              | 5 – 0     | Бельгія              | Відбір до ЧС 2010 | -    | 29'      |
| 9-9-2009   | Єреван     | Вірменія             | 2 – 1     | Бельгія              | Відбір до ЧС 2010 | -    |          |
| 17-11-2009 | Брюссель   | Бельгія              | 2 – 0     | Катар                | товариський матч  | -    |          |
| 9-5-2010   | Брюссель   | Бельгія              | 2 – 1     | Болгарія             | товариський матч  | -    | 66'      |
| 8-10-2010  | Нур-Султан | Казахстан            | 0 – 2     | Бельгія              | Відбір до ЧЄ 2012 | -    |          |
| Усього     |            | Матчів               | 20        |                      | Голів             | 0    |          |

## Титули і досягнення
- Чемпіон Бельгії (8):

«Андерлехт»:  2003–04, 2005–06, 2006–07, 2009–10, 2011–12, 2012–13, 2013–14, 2016–17
- Володар Кубка Бельгії (1):

«Андерлехт»:  2007–08
- Володар Суперкубка Бельгії (7):

«Андерлехт»:  2006, 2007, 2010, 2012, 2013, 2014, 2017